# Hahnia sanjuanensis
Hahnia sanjuanensis är en spindelart som beskrevs av Harriet Exline 1938. Hahnia sanjuanensis ingår i släktet Hahnia och familjen panflöjtsspindlar. Inga underarter finns listade i Catalogue of Life.